# 八万温泉
八万温泉（はちまんおんせん）は、徳島県徳島市八万町にある温泉である。

## 概要
2001年（平成13年）にオープン。眉山山麓にあり、天然温泉、乙女の湯が湧き出る。
- 所在地：〒770-8070 徳島県徳島市八万町下長谷258番地
- 営業時間：R5/4/24より 8:00 - 23:30（入浴時間 23:20 玄関施錠 23:40
- 休業日：不定休
- 駐車場：100台

## 泉質
- メタケイ酸含有冷鉱泉
  - 源泉温度18.6℃
  - 湧出量毎分37リットル

## アクセス
- 徳島自動車道「徳島インターチェンジ」より国道11号、国道55号、国道438号経由、徳島県立文化の森総合公園方面へ30分。
- 徳島市営バス「しらさぎ台、一宮、入田」行き「園瀬橋」下車より徒歩約8分。